# Brożajcie
Brożajcie [brɔˈʐai̯t͡ɕe] (tiếng Đức: Brosen)  là một khu định cư ở quận hành chính của Gmina Banie Mazurskie, trong huyện Gołdapski, Warmińsko-Mazurskie, ở miền bắc Ba Lan, gần biên giới với Kaliningrad của Nga. Nó nằm khoảng 9 kilômét (6 mi)   về phía tây bắc của Banie Mazurskie, 23 km (14 mi) về phía tây của Gołdap và 112 km (70 mi) về phía đông bắc của thủ đô khu vực Olsztyn.
Trước năm 1945, khu vực này là một phần của Đức (Đông Phổ).